# Grand Prix des Amériques
Der Grand Prix des Amériques war ein Eintagesradrennen, das in Kanada von 1988 bis 1992 ausgetragen wurde. Die letzte Austragung fand dabei unter dem Namen Grand Prix Téléglobe statt. Es war Bestandteil des Rad-Weltcups.

## Sieger
(Quelle:)

### Grand Prix des Amériques
- 1988  Steve Bauer
- 1989  Jörg Müller
- 1990  Franco Ballerini
- 1991  Eric Van Lancker

### Grand Prix Téléglobe
- 1992  Federico Echave